# 王崗駅
王崗駅（おうこうえき）とは、中華人民共和国黒竜江省ハルビン市南崗区に位置する京哈線、王万線、王孫線の駅。

## 歴史
- 1904年　開業。

## 隣の駅
中華人民共和国鉄道部
京哈線
五家駅 - 王崗駅 - ハルビン西駅
王万線
王崗駅 - 陳家駅
王孫線
王崗駅 - ハルビン南駅
座標: 北緯45度40分10秒 東経126度32分20秒 / 北緯45.6694度 東経126.5389度